# Manuel Baquedano
Manuel Jesús Baquedano González (Santiago, 1 de enero de 1823 - Santiago, 30 de septiembre de 1897) fue un militar y político chileno.
Como militar, permaneció en el Ejército de Chile entre 1838 y 1881, cuando se retiró con el rango de general de división; en dicho periodo, intervino en las guerras contra la Confederación Perú-Boliviana (1836-1839) y del Pacífico (1879-1884), donde ejerció el cargo de comandante en jefe del Ejército en campaña entre 1880 y 1881; en las revoluciones de 1851 y de 1859, y en la Ocupación de la Araucanía (1861-1883).[2]
Como político, desempeñó la función de presidente provisional de su país en agosto de 1891, durante la guerra civil de dicho año,[3][4] el cargo de senador por Santiago (1882-1888) y por Colchagua (1888-1894), y fue miembro de la Comisión permanente de guerra y marina.[1] Durante sus últimos años, se ocupó de reorganizar el ejército chileno e impulsar la formación de la Academia de Guerra y del Estado Mayor.[1]

### Conflictos militares
- Guerra contra la Confederación Perú-Boliviana
  - Batalla de Yungay
  - Batalla de Portada de Guías
- Revolución de 1851
- Revolución de 1859
- Ocupación de la Araucanía
- Guerra del Pacífico
  - Batalla de Pisagua
  - Batalla de Tacna
  - Batalla de Arica
  - Batalla de Chorrillos
  - Batalla de Miraflores
- Guerra Civil 1891

Manuel Jesús Baquedano González (Santiago, 1 de enero de 1823-Santiago, 30 de septiembre de 1897) fue un militar y político chileno.
Como militar, permaneció en el Ejército de Chile entre 1838 y 1881, cuando se retiró con el rango de general de división; en dicho periodo, intervino en las guerras contra la Confederación Perú-Boliviana (1836-1839) y del Pacífico (1879-1884), donde ejerció el cargo de comandante en jefe del Ejército en campaña entre 1880 y 1881; en las revoluciones de 1851 y de 1859, y en la Ocupación de la Araucanía (1861-1883).
Como político, desempeñó la función de presidente provisional de su país en agosto de 1891, durante la guerra civil de dicho año, el cargo de senador por Santiago (1882-1888) y por Colchagua (1888-1894), y fue miembro de la Comisión permanente de guerra y marina. Durante sus últimos años, se ocupó de reorganizar el ejército chileno e impulsar la formación de la Academia de Guerra y del Estado Mayor.
En Chile ha sido conmemorado de diversas maneras: unidades de la Armada chilena y estatuas, entre otros, llevan su nombre.

## Infancia y estudios
Fue el segundo de los tres hijos del capitán de la escolta directorial Fernando Baquedano Rodríguez y de Teresa González de Labra y Ros; sus hermanos fueron Fernando y Eleuterio Baquedano González —del segundo matrimonio de su padre con Mercedes Concha Fuentealba, tuvo dos hermanos y tres hermanas: Fernando, Delfina, María Antonieta, Alejandro Dionisio y Victoria Baquedano Concha—. No se casó ni tuvo descendencia.
Estudió en el Colegio Argentino de los hermanos Zapata, donde fue compañero de clases de Patricio Lynch y Aníbal Pinto, en el colegio del sacerdote Juan de Dios Romo y luego en el Instituto Nacional, donde fue condiscípulo de Federico Errázuriz Zañartu, Eusebio Lillo y Emilio Sotomayor Baeza.

## Carrera militar

### Guerra contra la Confederación Perú-Boliviana
Nacido en un hogar militar, se sintió atraído por la carrera de las armas desde muy joven. En julio de 1838, escapó de su casa para embarcarse en el transporte La Hermosa Chilena y unirse a las tropas que partían a la Guerra contra la Confederación Perú-Boliviana, donde participó en las batallas de Portada de Guías (1838) y de Yungay (1839). Alcanzó el rango de subteniente a los dieciséis años.
Regresó a Chile y completó su entrenamiento militar el 23 de enero de 1845, cuando se le concedió el grado de teniente efectivo; luego desempeñó el cargo de ayudante mayor en el Regimiento Granaderos y fue ascendido a capitán en enero de 1850.

### Revolución de 1851

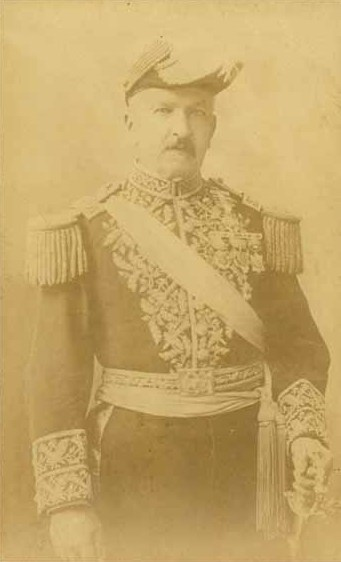
Manuel Baquedano

Durante la Revolución de 1851, su participación fue útil para el Palacio de la Moneda. Desempeñó un papel decisivo en la confrontación con las tropas que se rebelaron el 20 de abril de dicho año contra el gobierno de Manuel Bulnes. Los rebeldes estaban bajo el mando del coronel Pedro Urriola, apoyado por los liberales, entre los que se contaba su amigo Eusebio Lillo.
Tras la elección presidencial de junio, en la que triunfó el candidato Manuel Montt, la revolución fue seguida en septiembre por la sublevación armada en la ciudad de Concepción y por las tropas comandadas por José María de la Cruz Prieto. Baquedano fue nombrado ayudante del general Manuel Bulnes y participó al lado de las fuerzas del gobierno en la batalla de Loncomilla, ocurrida el 8 de diciembre de 1851, donde enfrentó a su padre y a su hermano Eleuterio. Concluida la batalla, pidió permiso para visitar a su padre, jefe del estado mayor del ejército contrario, herido en batalla.
Por sus servicios prestados, el presidente Manuel Montt le concedió la promoción a sargento mayor de la escolta de gobierno en enero de 1852.

### Retiro temporal
A principios de 1854, se vio involucrado en un confuso motín de cuartel; posteriormente, fue enviado a La Frontera como jefe de plaza. Renunció al servicio activo y con sus ahorros y créditos adquirió un fundo en La Laja, cerca de la ciudad de Los Ángeles, al que llamó «Santa Teresa».
Sin embargo, el gobierno no aceptó su renuncia y lo nombró ayudante de la comandancia general de Armas de Valparaíso en marzo de 1855; ante una petición del mismo Baquedano, en abril fue trasladado con igual cargo a la comandancia de Armas de Arauco, para estar más cerca de su fundo. En agosto de dicho año, fue designado comandante del Escuadrón Cívico N.º 3 de Arauco. Entre 1855 y 1869, se dedicó a transformar su parcela en una propiedad agrícola productiva y en cinco años esta ya le había rendido una pequeña fortuna.

### Revolución de 1859
Retomó su vida militar en junio de 1859, cuando el gobierno de Manuel Montt lo requirió para enfrentar la Revolución de dicho año —impulsada por los magnates de la minería, como Pedro León Gallo Goyenechea y la familia Matta—; en esa ocasión, fue ascendido a sargento mayor efectivo.
Siete años después, en octubre de 1866, fue ascendido a teniente coronel, pasando a cumplir funciones en la ciudad de Los Ángeles, las que combinó con sus labores agrícolas en el fundo «Santa Teresa».

### Ocupación de la Araucanía
A fines de 1868, durante la Ocupación de la Araucanía, fue requerido por el gobierno de José Joaquín Pérez debido al levantamiento indígena encabezado por el lonco Quilapán y otros caciques mapuches. Bajo las órdenes del general José Manuel Pinto Arias, jefe de las fuerzas de la alta frontera, participó en diversos enfrentamientos en Malleco y en Renaico entre enero y mayo de 1869. Otras fuentes señalan que su participación en la Araucanía fue casi nula y solo se redujo a una expedición por los cerros de Pidenco el 23 de abril de 1869 con el objetivo de localizar una fuerza de indígenas: al llegar a la zona, solo se encontraron las huellas de estos, lo que dio por terminada la infructuosa expedición.
Por sus servicios al gobierno chileno, en septiembre de 1869 le fue confiado el mando del regimiento Cazadores a Caballo, el mismo cargo que tuvo su padre, en donde ascendió a coronel el 30 de julio de 1870, a coronel efectivo el 5 de abril de 1872 y a general de brigada el 10 de junio de 1876. En el transcurso de la década de 1870, fue nombrado interinamente inspector general de la Guardia Nacional y comandante general de armas de Santiago (1875), sin dejar el Cazadores, por el gobierno de Federico Errázuriz Zañartu.

### Guerra del Pacífico

#### Campañas terrestres

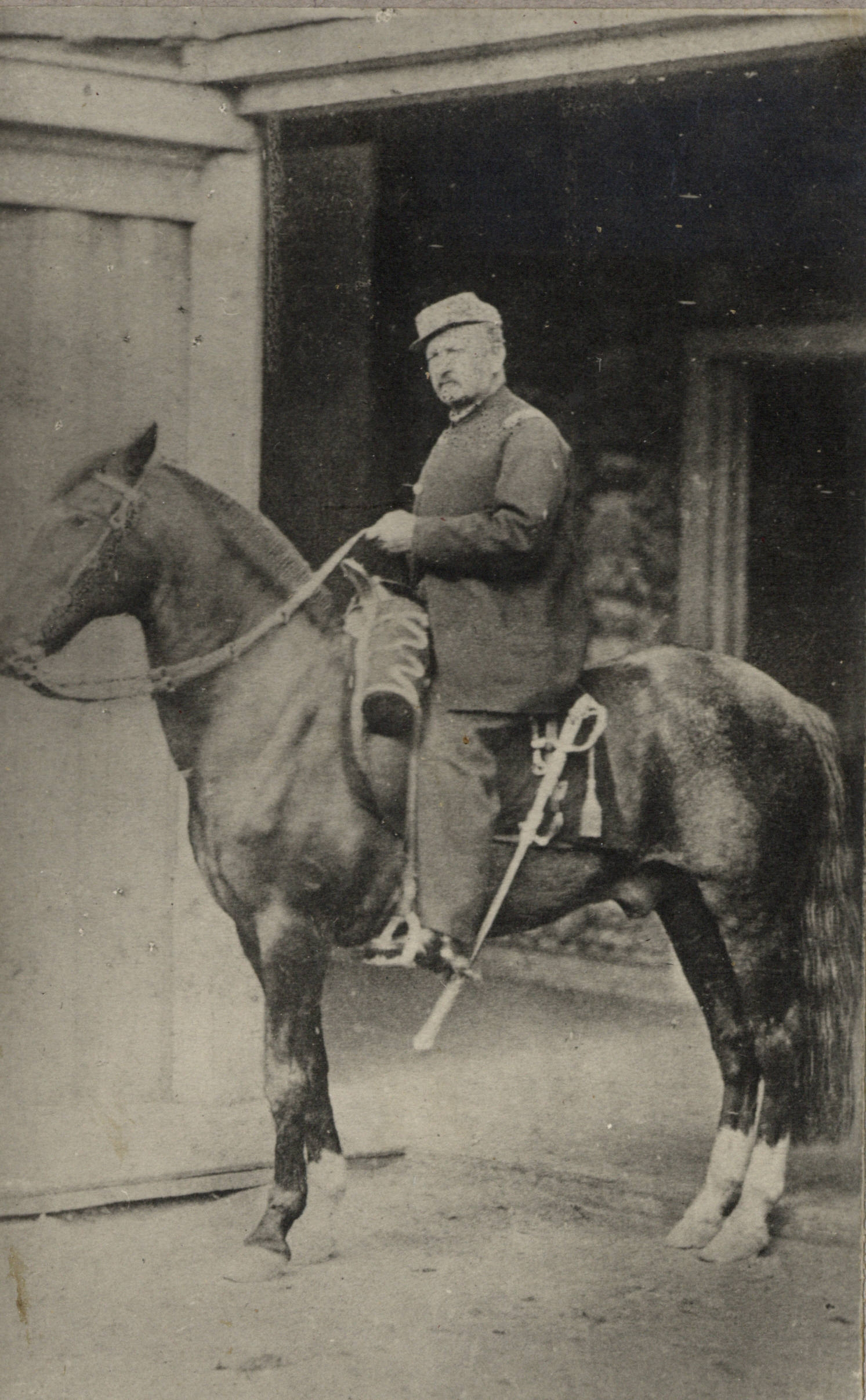
Baquedano y su caballo de batalla Diamante (h. 1881)

Era general de brigada en abril de 1879, cuando se declaró la Guerra del Pacífico; en dicho conflicto, participó en las primeras tres campañas terrestres —las de Tarapacá, de Tacna y Arica, y de Lima—, abarcando el periodo comprendido entre noviembre de 1879 y enero de 1881.
Como comandante general de la Caballería (20 de abril de 1879), y bajo las órdenes del general y comandante de Infantería Erasmo Escala, en noviembre de dicho año desembarcó en Pisagua.
Durante esta etapa de la guerra, planeó el ataque a Los Ángeles, acción que le valió la estima del ministro de guerra en campaña, Rafael Sotomayor, quien para ese entonces estaba en conflicto con el comandante en jefe del ejército en campaña, el general Escala. La lucha entre ambos concluyó con la renuncia de Escala.

#### Comandancia en jefe
El ministro Sotomayor notó que la moral del ejército se estaba disipando y que se estaban cometiendo irregularidades de todo orden, por lo que encargó la comandancia en jefe a Baquedano, quien poseía un inapelable don de mando y control de la situación imponiendo una férrea disciplina. Baquedano fue designado comandante en jefe del ejército en campaña el 3 de abril de 1880:

El general Baquedano se puso de pie y dijo más o menos lo siguiente: «Compañeros, amigos: he tenido la honra de ser designado para mandar este noble y sufrido ejército y como militar, tengo que obedecer las órdenes superiores. Sé que yo nada valgo; pero sé también que en este ejército hay jefes de ilustración reconocida y de gran patriotismo; a todos los llamo a mi lado para servir a la patria, realizando la magna empresa encomendada a este ejército».
Manuel Baquedano, citado por Diego Dublé Almeyda en su Diario

Al finalizar la campaña de Tarapacá, y con la súbita muerte del ministro Sotomayor en mayo de 1880, hubo complejos movimientos políticos destinados a elegir a quienes mandaran en las siguientes etapas de la contienda. El 15 de julio se nombró al coronel José Francisco Vergara como ministro de guerra en campaña, con quien Baquedano tuvo muchos roces por la conducción de la guerra. Baquedano le escribió al presidente Aníbal Pinto:

El nombramiento de don José F. Vergara para ministro de guerra, ha causado en el Ejército el efecto de la explosión de una bomba i ha venido a perturbar profundamente la tranquilidad de que estábamos gozando.

Dirigió de manera invicta cuatro combates decisivos con Pedro Lagos como su principal ayudante: concluyó la campaña de Tacna y Arica con las batallas de Tacna —que provocó el retiro del Ejército de Bolivia del conflicto— y de Arica, y guio la campaña de Lima, venciendo en las batallas de Chorrillos y Miraflores, lo que permitió la ocupación de la capital peruana.
A comienzos de 1881, fue llamado a Chile, donde se le rindieron homenajes e improvisados arcos de triunfo; finalmente, presentó su retiro absoluto, que fue aceptado el 3 de mayo de dicho año.

#### Tácticas y personalidad

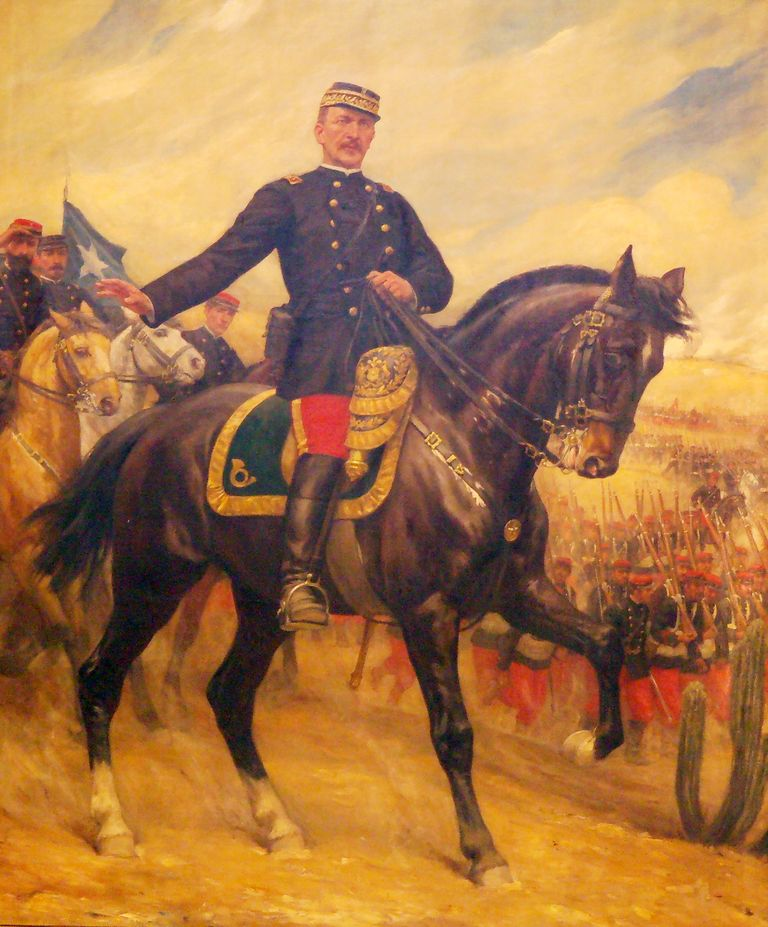
General Baquedano revistando a sus tropas (Pedro Subercaseaux, 1912)

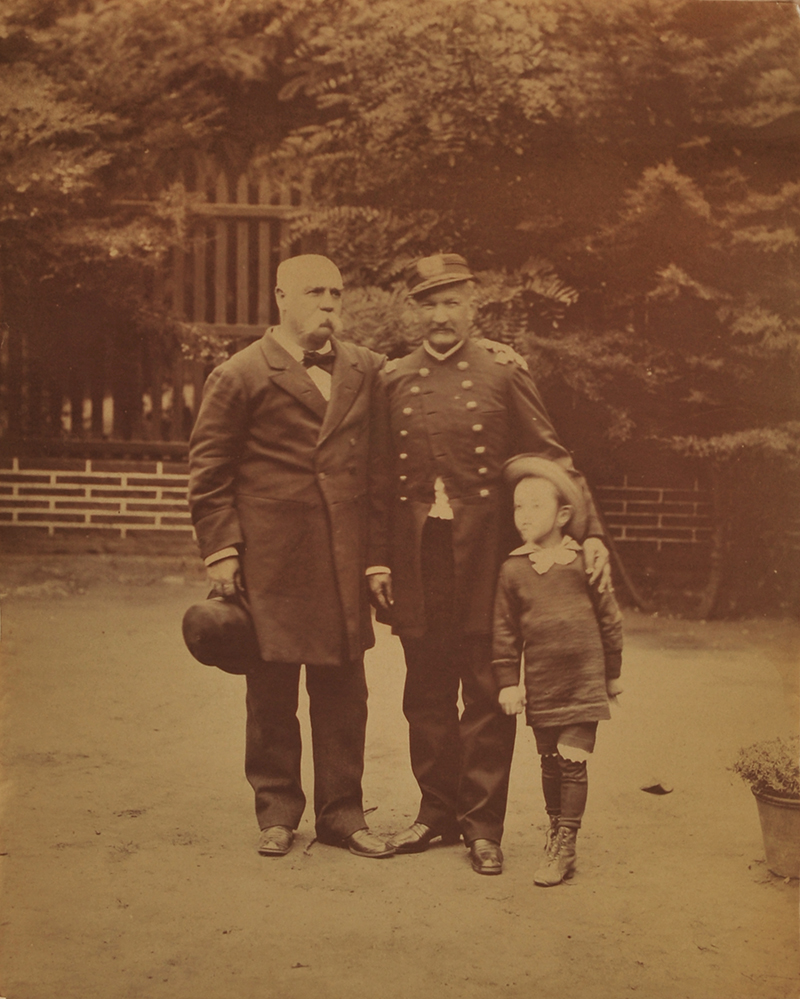
Baquedano con Benjamín Vicuña Mackenna (izq.)

Su estrategia militar fue principalmente el ataque frontal para romper las líneas enemigas, aprovechando que los mandos aliados tendieron a extenderlas. Pese a que carecía de formación como estratega militar, se le reconoce como el general que dirigió en persona batallas que resultaron en victorias consideradas decisivas por el comando chileno.
Después de la batalla de Tacna, sus tácticas fueron públicamente criticadas por el corresponsal de El Mercurio de Valparaíso, Eloy Caviedes, y Baquedano, iracundo, ordenó detener al periodista a bordo de la corbeta Abtao, le negó todo derecho de informar y lo envió a Santiago.
Su habilidad militar fue criticada por el historiador chileno Francisco Encina quien, aunque le reconoce valores y virtudes, lo califica de tener una profunda «pobreza de ideas» y un mal comando táctico.
Su mayor rival político, el coronel Vergara, señaló sus debilidades como táctico, pero reconoció que la victoria de Miraflores se debió tanto a la resistencia de la III División como al acertado movimiento envolvente ordenado por Baquedano, que liquidó la momentánea superioridad peruana, gracias al ataque de la I División de Patricio Lynch.
Le gustaba hablar poco. Era severo, sencillo y cercano a sus hombres, aunque extremadamente riguroso y duro en la disciplina pues no permitía actos fuera de reglamento a sus subordinados. Supo hacerse rodear de asesores competentes y los escuchaba, pero no permitía ser aconsejado cuando ya había tomado una determinación; sus frases eran «lo dicho, es lo dicho» o «el plan, el plan», que indican su carácter terco y obstinado.
Tras su regreso a Chile, el 14 de marzo de 1881 entregó su espada victoriosa en las manos de la imagen de la Virgen del Carmen entre las aclamaciones de las personas reunidas. En una visita al capellán castrense Ruperto Marchant Pereira, Baquedano desabotonó su casaca, indicó una medalla de la Virgen del Carmen y dijo: «Aquí tiene, a la que debemos todos nuestros triunfos».

### Rangos militares
- 1837: Cadete de la Escuela Militar
- 1838: Alférez
- 1840: Subteniente
- 1845: Teniente
- 1850: Capitán
- 1852: Mayor
- 1866: Teniente coronel
- 1872: Coronel
- 1876: General de brigada
- 1880: General de división
- 1891: Capitán general (no aceptó el rango).

## Vida civil y últimos años

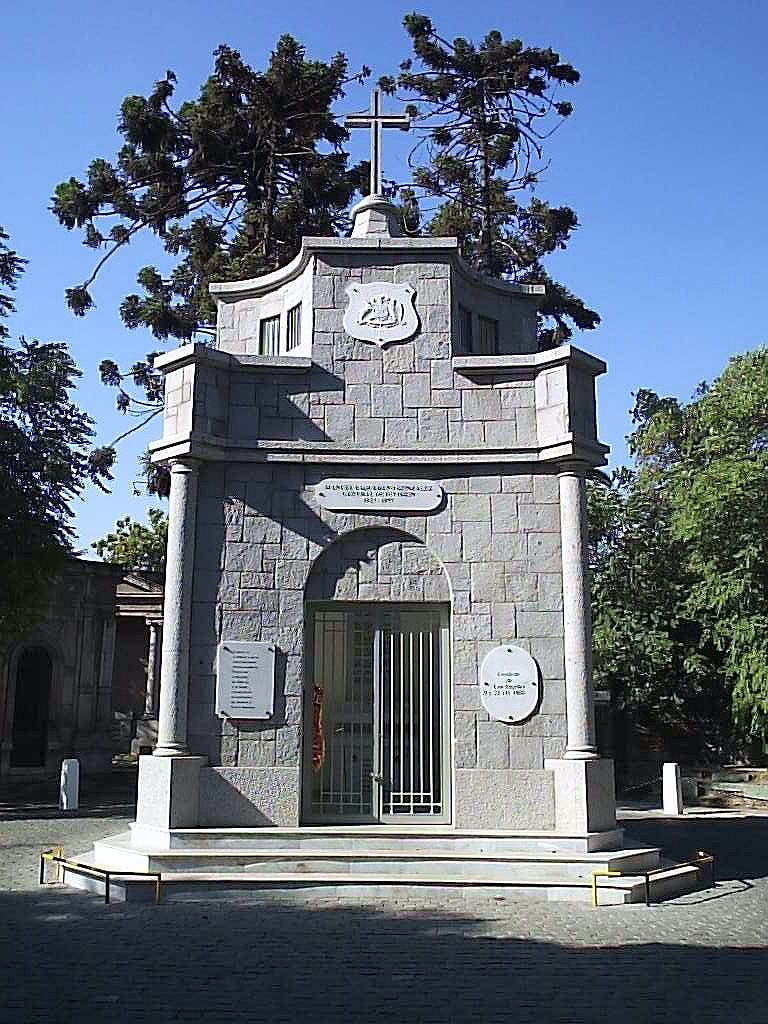
Mausoleo de Baquedano en el Cementerio General de Santiago (2005)

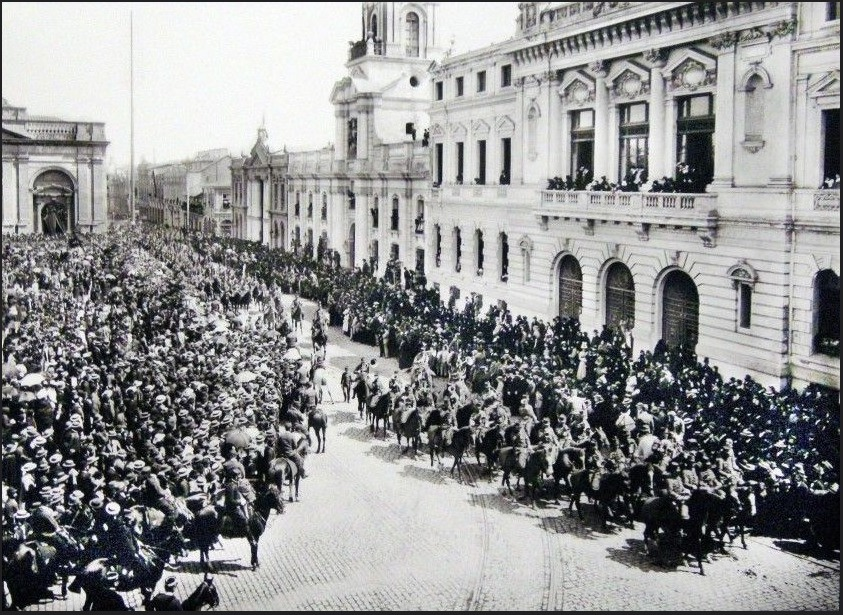
Funeral de Baquedano, 1897

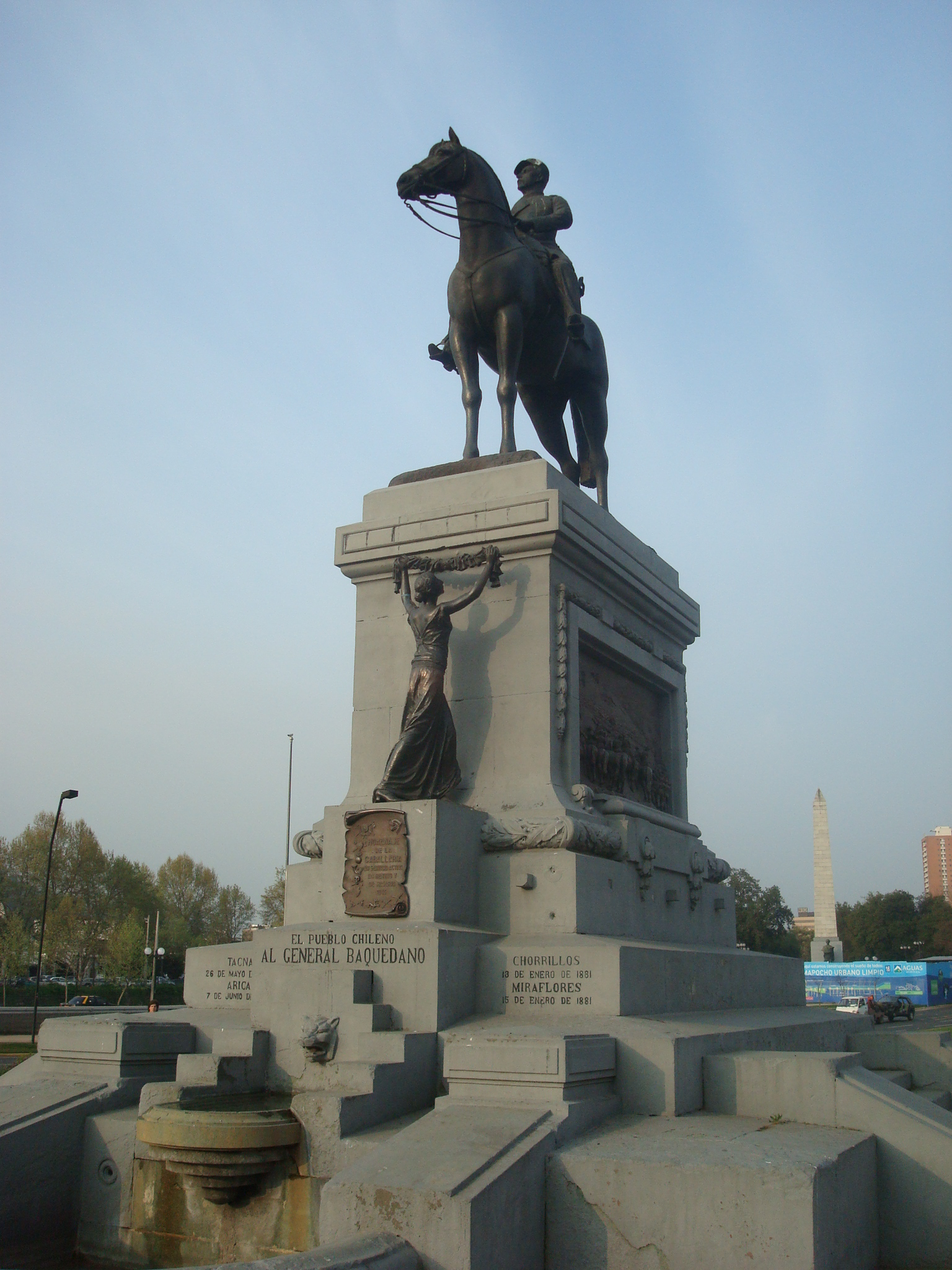
Monumento al General Baquedano ubicado en la Plaza Baquedano

Durante sus últimos años, se ocupó de reorganizar el ejército de Chile e impulsar la formación de la Academia de Guerra y del Estado Mayor.
Fue tentado por el Partido Conservador y algunos liberales para ser candidato presidencial y suceder a Aníbal Pinto; sin embargo, al poco tiempo renunció a la postulación. Fue senador por Santiago (1882-1888) y por Colchagua (1888-1894), y fue miembro de la Comisión permanente de guerra y marina. Entre abril de 1889 y fines de 1890, viajó por Europa en comisión; a su regreso, se le ofreció nuevamente la candidatura presidencial, que volvió a rechazar.
A raíz de la Guerra Civil de 1891, el presidente José Manuel Balmaceda renunció el 29 de agosto a favor de Baquedano, quien tomó provisionalmente el mando de la nación hasta el 31 de dicho mes, cuando entregó el poder a la junta de gobierno revolucionaria. Sin embargo, durante dicho periodo, no supo impedir el saqueo y los destrozos de las propiedades y viviendas de los partidarios del presidente Balmaceda. Ello se debió tanto a las acciones de venganza del sector vencedor como al vacío de poder dejado por las autoridades balmacedistas, lo que fue aprovechado por turbas y delincuentes, e incluso por el ejército vencido al quedar sin jefes responsables.
Falleció en su hogar en la capital chilena el 30 de septiembre de 1897. Sus funerales se realizaron con los honores correspondientes a su persona. Estas fueron algunas palabras de un discurso el día de su funeral:

Señores, si alguna vez el viento de la guerra batiera de nuevo nuestras viejas banderas y si el patriotismo nacional tuviera una hora de desaliento, bastaría venir a esta tumba, que desde hoy es un templo, a recoger en ella las inspiraciones que alentaron el espíritu del General Baquedano.
General Wenceslao Bulnes Riquelme, Discurso fúnebre.

## Homenajes
Ha sido conmemorado de diversas maneras en Chile, a saber:
- La calle Baquedano,[28] un largo paseo peatonal ubicado entre la playa Cavancha y la plaza Prat en Iquique.
- Cuatro unidades de la Armada de Chile han sido bautizadas con su apellido: la corbeta General Baquedano (adquirida para pontón en 1898),[29] la corbeta buque escuela General Baquedano (1898-1959),[30][31] la fragata clase River General Baquedano (1952-1965),[32] y la fragata clase Leander General Baquedano (1992-1998).[33]
- En 1910 fue fundado el pueblo de Baquedano,[34] ubicado en la comuna de Sierra Gorda, entre las ciudades de Antofagasta y Calama.
- La plaza Baquedano —llamada así a partir de 1928—,[n 1] considerada el punto de celebración y manifestación por los santiaguinos; en ella se encontraba el monumento en bronce al general Baquedano, obra del escultor Virginio Arias, inaugurado el 18 de septiembre de 1928.[36] La estatua fue retirada el 12 de marzo de 2021 debido al daño provocado durante las manifestaciones ocurridas entre 2019 y 2021, cuando fue vandalizada, incendiada y se la intentó derribar. Desde junio de 2022, se encuentra en el Museo Histórico y Militar de Chile.[37]
- El 12 de octubre de 1929 fue fundada la ciudad de Baquedano, que fue rebautizada como «Coyhaique» en 1939.[38]
- La estación Baquedano del Metro de Santiago, inaugurada en 1977.[39]
- Durante la administración chilena de la provincia de Tacna y la ciudad homónima, la actual Alameda Bolognesi se denominó Avenida Baquedano.[40][41][42]

| Predecesor: Erasmo Escala Arriagada                          | Comandante en Jefe del Ejército en Campaña 3 de abril de 1880-3 de mayo de 1881 | Sucesor: Cornelio Saavedra Rodríguez                            |
| Predecesor: José Manuel Balmaceda Presidente de la República | Jefe Accidental de la República 29 de agosto-31 de agosto de 1891               | Sucesor: Jorge Montt Álvarez Presidente de la Junta de Gobierno |